# Leptopsylla taschenbergi
Leptopsylla taschenbergi är en loppart som först beskrevs av Wagner 1898.  Leptopsylla taschenbergi ingår i släktet Leptopsylla och familjen smågnagarloppor.

## Underarter
Arten delas in i följande underarter:
- L. t. taschenbergi
- L. t. amitina
- L. t. calamana
- L. t. cressida